# Rio Aiud
O Rio Aiud é um rio da Romênia afluente do rio Mureş, localizado no distrito de Alba.